# Caroline Omamo
Caroline Omamo (Kisumu, 29 novembre 1968 – Kisumu, 14 agosto 2015) è stata una cestista keniota.

## Carriera
Con il Kenya ha disputato i Campionati mondiali del 1994.